# Beker van Senegal
De Beker van Senegal is het nationale voetbalbekertoernooi van Senegal dat wordt georganiseerd door de Senegalese voetbalbond (Fédération Sénégalaise de Football -FSF-). Het bekertoernooi werd opgericht in 1961 en wordt zoals de meeste bekercompetities volgens het knock-outsysteem gespeeld.

## Finales
| Jaar | Winnaar             | Uitslag  | Finalist                |
| ---- | ------------------- | -------- | ----------------------- |
| 1961 | Espoir Saint-Louis  | 1-1, 1-0 | AS Saint-Louisienne     |
| 1962 | ASC Jeanne d'Arc    | 6-1      | Casa Sports             |
| 1963 | US Rail             | 3-2      | Olympique Ngor          |
| 1964 | US Ouakam           | 1-0      | Olympique Thiès (Thiès) |
| 1965 | US Gorée            | 2-1      | Olympique Thiès         |
| 1966 | AS Saint-Louisienne |          |                         |
| 1967 | Foyer France        | 2-1      | US Gorée                |
| 1968 | Foyer France        | 4-0      | US Gorée                |
| 1969 | ASC Jeanne d'Arc    |          |                         |
| 1970 | ASC Diaraf          | 3-1      | ASC Almadies            |
| 1971 | ASC Linguère        | 3-0      | ASC Diaraf              |
| 1972 | US Gorée            | 2-1      | ASC Jeanne d'Arc        |
| 1973 | ASC Diaraf          | 2-0      | ASC Jeanne d'Arc        |
| 1974 | ASC Jeanne d'Arc    | 2-1      | ASFA (Dakar)            |
| 1975 | ASC Diaraf          | 2-0      | AS Police               |
| 1976 | AS Police           | 3-1      | ASC Diaraf              |
| 1977 | Saltigues Rufisque  | 1-0      | Dial Diop               |
| 1978 | AS Police           | 3-0      | US Gorée                |
| 1979 | Casa Sports         | 2-0      | ASC Diaraf              |
| 1980 | ASC Jeanne d'Arc    | 1-1, 1-0 | Casa Sports             |
| 1981 | AS Police           | 3-1      | ASC Diaraf              |
| 1982 | ASC Diaraf          | 2-1      | AS Police               |
| 1983 | ASC Diaraf          | 1-0      | AS Police               |
| 1984 | ASC Jeanne d'Arc    | 1-0 nv   | ASC Linguère            |
| 1985 | ASC Diaraf          | 1-0      | ASEC Ndiambour          |
| 1986 | AS Douanes          | 1-0      | ASC Jeanne d'Arc        |
| 1987 | ASC Jeanne d'Arc    | 1-0      | SEIB (Diourbel)         |

| Jaar | Winnaar            | Uitslag      | Finalist                        |
| ---- | ------------------ | ------------ | ------------------------------- |
| 1988 | ASC Linguère       | 1-0          | Saltigues Rufisque              |
| 1989 | US Ouakam          | 1-0          | ASFA                            |
| 1990 | ASC Linguère       | 1-0          | ASC Port Autonome               |
| 1991 | ASC Diaraf         | 2-1          | ASC Jeanne d'Arc                |
| 1992 | US Gorée           | 2-1          | ASC Diaraf                      |
| 1993 | ASC Diaraf         | 2-0          | ASC Linguère                    |
| 1994 | ASC Diaraf         | 1-0          | CSS Richard Toll (Richard Toll) |
| 1995 | ASC Diaraf         | 2-0          | AS Douanes                      |
| 1996 | US Gorée           | 1-0          | ASEC Ndiambour                  |
| 1997 | AS Douanes         | 3-1          | ASC Linguère                    |
| 1998 | ASC Yeggo          | 1-0          | US Gorée                        |
| 1999 | ASEC Ndiambour     | 1-1 ns (3-0) | Sonacos                         |
| 2000 | ASC Port Autonome  | 4-0          | ASC Saloum (Kaolack)            |
| 2001 | Sonacos            | 1-0 nv       | US Gorée                        |
| 2002 | AS Douanes         | 1-1 ns (4-1) | Sonacos                         |
| 2003 | AS Douanes         | 1-0          | ASC Thiès (Thiès)               |
| 2004 | AS Douanes         | 2-1          | ASC Diaraf                      |
| 2005 | AS Douanes         | 1-0          | Université Club (Dakar)         |
| 2006 | US Ouakam          | 1-0          | ASC Médiour (Rufisque)          |
| 2007 | ASC Linguère       | 1-0          | AS Douanes                      |
| 2008 | ASC Diaraf         | 1-0          | Stade de Mbour (M'bour)         |
| 2009 | ASC Diaraf         | 1-0          | AS Cambérène                    |
| 2010 | Touré Kounda       | 0-0 ns (5-4) | US Gorée                        |
| 2011 | Casa Sports        | 1-0          | Touré Kounda                    |
| 2012 | ASC HLM            | 0-0 ns (4-3) | ASC Renaissance (Dakar)         |
| 2013 | ASC Diaraf         | 1-1 ns (2-1) | Casa Sports                     |
| 2014 | AS Pikine          | 2-1          | Olympique de Ngor               |
| 2015 | AS Génération Foot | 4-3          | Casa Sports                     |
| 2016 | ASC Niarry Tally   | 3-0          | Casa Sports                     |
| 2017 | Stade de Mbour     | 1-0          | US Ouakam                       |

### Prestaties per club
| Club                                                     | Aantal keer gewonnen | Gewonnen in...                                                                           |
| -------------------------------------------------------- | -------------------- | ---------------------------------------------------------------------------------------- |
| ASC Diaraf                                               | 15                   | 1967, 1968, 1970, 1973, 1975, 1982, 1983, 1985, 1991, 1993, 1994, 1995, 2008, 2009, 2013 |
| ASC Jeanne d'Arc                                         | 10                   | 1962, 1969, 1973, 1985, 1986, 1988, 1999, 2001, 2002, 2003                               |
| AS Douanes                                               | 6                    | 1986, 1997, 2002, 2003, 2004, 2005                                                       |
| US Gorée                                                 | 4                    | 1965, 1972, 1992, 1996                                                                   |
| ASC Linguère                                             | 4                    | 1971, 1988, 1990, 2007                                                                   |
| AS Police                                                | 3                    | 1976, 1978, 1981                                                                         |
| Casa Sport                                               | 2                    | 1979, 2011                                                                               |
| US Ouakam                                                | 2                    | 1964, 1989                                                                               |
| Stade de Mbour (voorheen: Toure Kunda Footpro)           | 2                    | 2010, 2017                                                                               |
| Espoir de Saint-Louis (nu gefusioneerd met ASC Linguère) | 1                    | 1961                                                                                     |
| AS Génération Foot                                       | 1                    | 2015                                                                                     |
| ASC HLM                                                  | 1                    | 2012                                                                                     |
| ASEC Ndiambour                                           | 1                    | 1999                                                                                     |
| ASC Niarry-Tally                                         | 1                    | 2016                                                                                     |
| AS Pikine                                                | 1                    | 2014                                                                                     |
| ASC Port Autonome                                        | 1                    | 2000                                                                                     |
| US Rail                                                  | 1                    | 1963                                                                                     |
| Saltigues Rufisque                                       | 1                    | 1977                                                                                     |
| AS Saint-Louisienne                                      | 1                    | 1966                                                                                     |
| SONACOS                                                  | 1                    | 2001                                                                                     |
| ASC Yeggo                                                | 1                    | 1998                                                                                     |

Algerije ·
Angola ·
Benin ·
Botswana ·
Burkina Faso ·
Burundi ·
Centraal-Afrikaanse Republiek ·
Comoren ·
Congo-Brazzaville ·
Congo-Kinshasa ·
Djibouti ·
Egypte ·
Equatoriaal-Guinea ·
Ethiopië ·
Gabon ·
Gambia ·
Ghana ·
Guinee ·
Guinee-Bissau ·
Ivoorkust ·
Kameroen ·
Kenia ·
Lesotho ·
Liberia ·
Libië ·
Madagaskar ·
Mali ·
Marokko ·
Mauritanië ·
Mauritius ·
Mozambique ·
Namibië ·
Niger ·
Nigeria ·
Oeganda ·
Réunion ·
Rwanda ·
Sao Tomé en Principe ·
Senegal ·
Seychellen ·
Sierra Leone ·
Soedan ·
Somalië ·
Swaziland ·
Tanzania ·
Togo ·
Tsjaad ·
Tunesië ·
Zambia ·
Zimbabwe ·
Zuid-Afrika